# 博爾蓋塞別墅

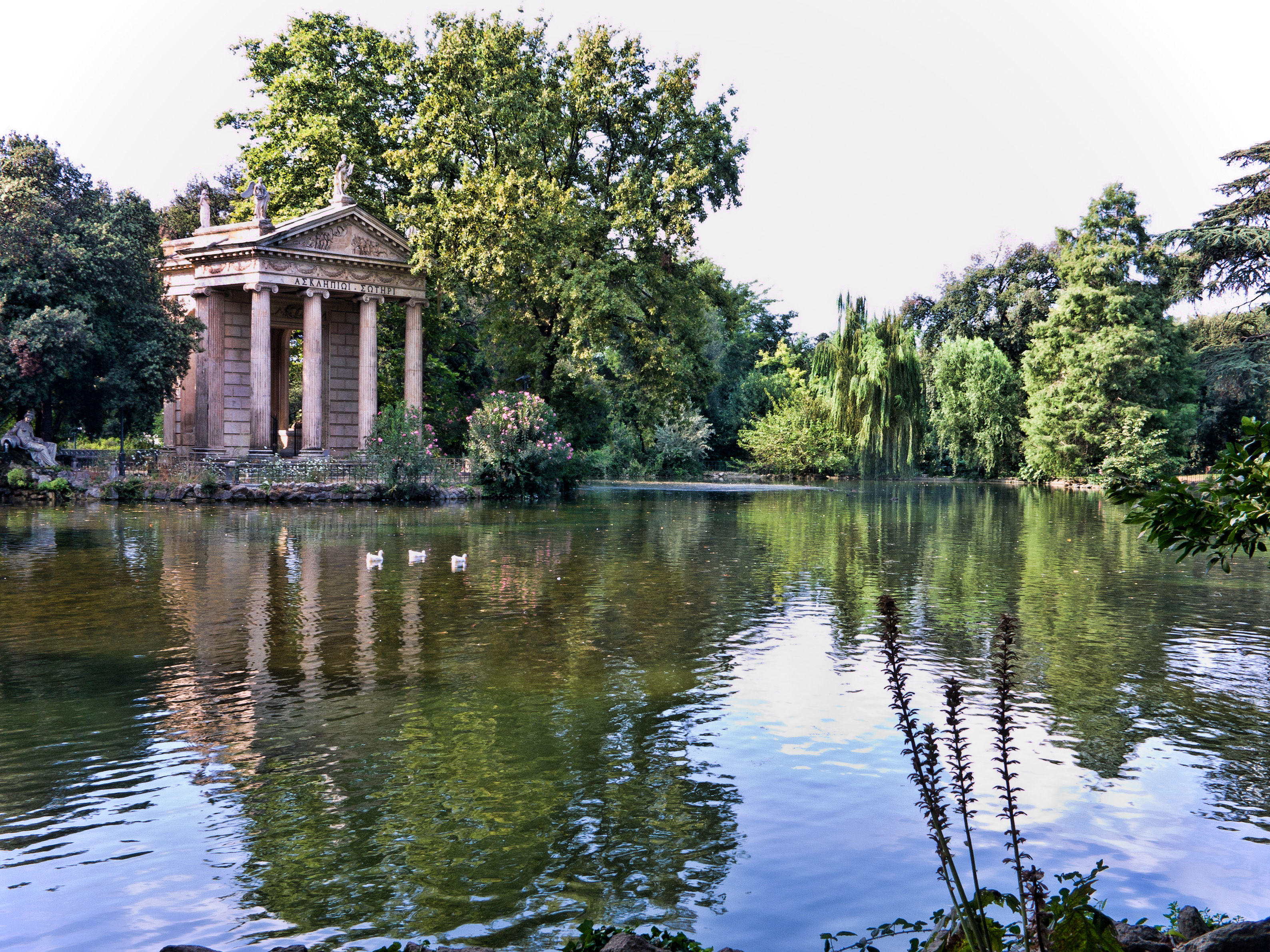
博爾蓋塞别墅

博爾蓋塞别墅又名波格賽公園（義大利語：Villa Borghese）是義大利罗马的一座大型英式庭园，位于罗马东北边缘的蘋丘，可从西班牙阶梯或人民广场前往。这是罗马第三大公园（占地80公顷），仅次于多里亞·潘菲利別墅花園和阿達別墅。在自然主义的英国式园林中，有若干建筑、博物馆。別墅中的博爾蓋塞美術館收藏了提香、拉斐尔和卡拉瓦乔的经典艺术品。